# Gerdeh Bīn
Gerdeh Bīn (persiska: گرده بین) är en ort i Iran.   Den ligger i provinsen Västazarbaijan, i den nordvästra delen av landet, 600 km väster om huvudstaden Teheran. Gerdeh Bīn ligger 1 471 meter över havet och antalet invånare är 531.
Terrängen runt Gerdeh Bīn är lite bergig. Runt Gerdeh Bīn är det ganska glesbefolkat, med 48 invånare per kvadratkilometer. Närmaste större samhälle är Piranshahr, 16,6 km väster om Gerdeh Bīn. Trakten runt Gerdeh Bīn består till största delen av jordbruksmark.